# Álex Reyes
Alejandro Reyes Abad (Cáceres, 17 de diciembre de 1993)  es un jugador de baloncesto español, que ocupa la posición de alero, que pertenece a la plantilla del Bàsquet Manresa de la Liga ACB. Su padre Miguel Ángel Reyes Sanguino y su hermano Álvaro Reyes Abad también han sido jugadores de baloncesto.

## Biografía
Reyes se formó en las filas del baloncesto palentino y vallisoletano y en su etapa júnior, llegó a debutar en Pisuerga gracias a Porfirio Fisac. En la temporada 2010-11, llegó a jugar dos partidos con el Blancos de Rueda Valladolid en ACB. Más tarde, fichó por el Calzados Robusta (Logroño) de LEB Oro. Estuvo temporada y media como jugador vinculado al equipo filial del club riojano en liga EBA, categoría en la que también estuvo con el Estudiantes de Lugo. 
Tras comenzar la temporada 2016-17 en LEB Oro con CB Clavijo, en enero de 2017 firmaba por Lucentum Alicante, equipo de LEB Plata, ante la escasez de minutos en LEB Oro. En tierras alicantinas, realizó una buena segunda vuelta con grandes promedios y minutos.
En 2017, se compromete por el Club Baloncesto Ciudad de Valladolid de la Liga LEB Oro y dos años después a Oviedo para, en 2020, dar el salto a la ACB fichando por Bilbao Basket.
El 3 de julio de 2024, firma por el Bàsquet Manresa de la Liga Endesa.

## Clubes
- CB Valladolid (2010-2011)
- CB Clavijo (2011)
- Club Estudiantes Lugo (2011-2014)
- CB Clavijo (2014-2017)
- Club Baloncesto Lucentum Alicante (2017)
- Club Baloncesto Ciudad de Valladolid (2017-2019)
- Oviedo Club Baloncesto (2019-2020)
- Bilbao Basket (2020-2024)
- Bàsquet Manresa (2024-actualidad)